# Jilly Cooper
Jilly Cooper (ur. 21 lutego 1937 w Hornchurch) – brytyjska pisarka.

## Życiorys
Wychowała się w Ilkley i Surrey, a kształciła się w Moorfield School w Ilkley i Godolphin School w Salisbury.
W latach 1957–1959 pracowała jako młodszy reporter w „Middlesex Independent” z siedzibą w Brentford. Potem była zatrudniona jako kierownik rachunku, copywriter, czytelnik i recepcjonista wydawcy.
Została odznaczona tytułem Komandora, a następnie Damy Komandora (2024) Orderu Imperium Brytyjskiego.

## Twórczość
- 1975: Emilia
- 1976: Bella
- 1976: Harriet
- 1977: Octavia
- 1978: Imogena
- 1978: Prudence
- 1982: Lisa

Seria o Belvedonach
- 2002: Pandora
- 2006: Odlot